# Michael Wolff
Michael Wolff (Paterson (New Jersey), 27 agosto 1953) è un giornalista, scrittore e saggista statunitense, che scrive per USA Today, The Hollywood Reporter e l'edizione britannica di GQ. Ha ricevuto due National Magazine Awards, un Mirror Award, ed è stato l'autore di sette libri, inclusi Burn Rate (1998) sulla sua società dot-com e The Man Who Owns the News (2008), una biografia di Rupert Murdoch. Ha cofondato il sito di aggregazione di notizie Newser ed è un ex direttore di Adweek.
Nel gennaio 2018 è stato pubblicato il libro di Wolff Fire and Fury: Inside the Trump White House (trad. it.: Fuoco e furia, dentro la Casa Bianca di Trump), contenente descrizioni poco lusinghiere del comportamento del presidente statunitense Donald Trump, delle caotiche interazioni tra gli alti funzionari della Casa Bianca e dei commenti spregiativi sulla famiglia Trump da parte dell'ex capo stratega della Casa Bianca Steve Bannon. Dopo essere stato pubblicato il 5 gennaio, il libro è salito rapidamente al primo posto nella classifica dei libri più venduti del New York Times.

## Biografia
Michael Wolff è nato a Paterson (New Jersey), figlio di Lewis Allen Wolff (10 ottobre 1920 - 18 febbraio 1984), un professionista pubblicitario, e di Marguerite (Vanderwerf) "Van" Wolff (7 novembre 1925 - 17 settembre 2012), una cronista del Paterson Evening News. Wolff si è diplomato alla Montclair Academy (ora Montclair Kimberley Academy) nel 1971, dove l'ultimo anno è stato presidente del consiglio studentesco. Ha poi frequentato la Columbia University a New York e si è laureato al Vassar College nel 1975. Mentre era studente alla Columbia, ha lavorato per il New York Times come fattorino.

### Anni 1970
Ha pubblicato il suo primo articolo per una rivista nel New York Times Magazine nel 1974: un profilo di Angela Atwood, una vicina della sua famiglia che aiutò a rapire Patricia Hearst come membro dell'Esercito di Liberazione Simbionese. Poco dopo, ha lasciato il Times ed è diventato un collaboratore del New Times, una rivista di informazione bisettimanale fondata da Jon Larsen e George Hirsch. Il primo libro di Wolff è stato White Kids (Ragazzi bianchi, 1979), una raccolta di saggi.

### Anni 1990
Nel 1991, Wolff ha lanciato la Michael Wolff & Company, Inc., un'azienda specializzata nel confezionamento di libri. Il suo primo progetto, Where We Stand (Dove stiamo), era un libro abbinato a una serie della PBS. Il successivo progetto principale della società è stata la creazione di una delle prime guide su Internet, benché in forma di libro. Net Guide (Guida alla rete) è stata pubblicata dalla Random House.
Nell'autunno del 1998, Wolff ha pubblicato un libro, Burn Rate (letteralmente: Velocità di combustione, ma nel gergo finanziario anglosassone il termine indica la velocità alla quale un'impresa perde denaro, che raccontava i dettagli del finanziamento, del posizionamento, delle personalità e del crollo finale dell'azienda start-up di Internet da lui fondata, la Wolff New Media. Il libro è diventato un bestseller. Nella sua recensione del libro, Brill's Content (una rivista del giornalista e imprenditore Steven Brill, specializzata nel monitoraggio dei mezzi di comunicazione) ha criticato Wolff per "evidenti errori fattuali" e ha detto che 13 persone, inclusi i soggetti da lui menzionati, si erano lamentati che Wolff avesse "inventato o cambiato le citazioni".
Nell'agosto 1998, Wolff è stato ingaggiato dalla rivista New York per scrivere una rubrica settimanale. Nei sei anni successivi, ha scritto più di 300 rubriche. L'imprenditore Steven Brill, il banchiere dei media Steven Rattner e l'editore librario Judith Regan sono stati criticati da lui.

### Anni 2000

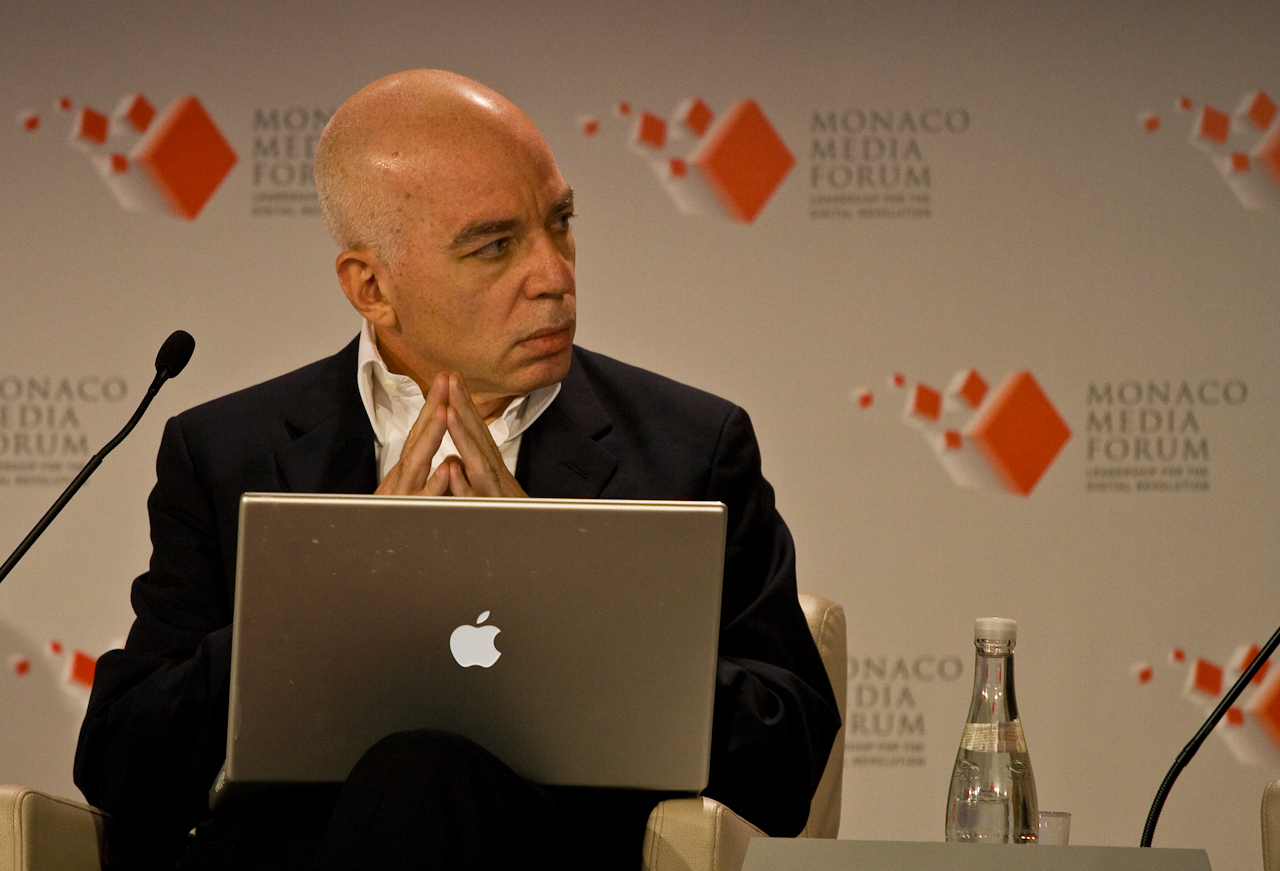
Wolff al Monaco Media Forum del 2008

Wolff è stato candidato tre volte al National Magazine Award, il più importante premio della stampa periodica statunitense, vincendolo per due volte. Il suo secondo National Magazine Award è stato per una serie di rubriche che ha scritto dal centro stampa nel Golfo Persico quando è iniziata la Guerra in Iraq nel 2003. Il suo libro, Autumn of the Moguls (L'autunno dei magnati, 2004), che prediceva la crisi dei mezzi di comunicazione tradizionali che avrebbe colpito in seguito nel decennio, era basato su molte delle sue rubriche sulla rivista New York.
Nel 2004, quando la proprietaria del New York, la Primedia Inc., ha messo in vendita la rivista, Wolff ha contribuito a mettere insieme un gruppo di investitori, incluso l'editore del New York Daily News Mortimer Zuckerman, per appoggiarlo nell'acquisto della rivista. Sebbene il gruppo ritenesse di aver fatto una valida offerta, la Primedia ha deciso alla fine di vendere al banchiere d'investimento Bruce Wasserstein.
In una storia di copertina del 2004 per The New Republic, Michelle Cottle scriveva che Wolff era "disinteressato alla stampa intesa come lavoro," preferendo focalizzarsi "sugli attori del potere — i magnati" e che era "fissato su cultura, stile, pettegolezzi e soldi, soldi, soldi". Ella notava anche che "le scene nelle sue rubriche non sono tanto ricreate quanto create — scaturendo dall'immaginazione di Wolff piuttosto che dall'effettiva conoscenza degli eventi," definendo la sua scrittura "un turbinio di infiorettature e tangenti e divagazioni che spesso deviano così lontano dal punto centrale che cominci a domandarti se c'è un punto centrale".
Nel 2005, Wolff è entrato a Vanity Fair come titolare della rubrica sui media. Nel 2007, con Patrick Spain, il fondatore di Hoover's, e Caroline Miller, l'ex redattore capo della rivista New York, ha lanciato Newser, un sito aggregatore di notizie. Quell'anno, ha scritto anche una biografia di Rupert Murdoch, The Man Who Owns the News (L'uomo che possiede le notizie), basata su più di 50 ore di conversazione con Murdoch e un ampio accesso ai suoi soci in affari e alla sua famiglia. Il libro è stato pubblicato nel 2008. A cominciare dalla metà del 2008, Wolff ha lavorato brevemente come titolare di una rubrica settimanale per The Industry Standard, una rivista specializzata su Internet pubblicata dall'IDG.

### Anni 2010
Wolff ha ricevuto un Mirror Award nel 2010 nella categoria Best Commentary: Traditional Media ("Miglior commento: media tradizionali") per il suo lavoro su Vanity Fair. La Columbia Journalism Review (una rivista per giornalisti professionisti pubblicata dalla prestigiosa scuola di giornalismo della Columbia University) ha criticato Wolff nel 2010, per aver suggerito che il New York Times stesse occupandosi in modo aggressivo dello scandalo appena scoppiato delle intercettazioni telefoniche della News International come mezzo per attaccare il presidente della News Corporation Rupert Murdoch. Sempre nel 2010 Wolff è diventato direttore della rivista specializzata del settore pubblicitario Adweek. Gli è stato poi chiesto di ritirarsi un anno dopo, in mezzo a contrasti riguardo a "che cosa questa rivista dovrebbe essere".

### Fire and Fury
All'inizio del gennaio 2018, è stato pubblicato il libro di Wolff Fire and Fury: Inside the Trump White House (trad. it.: Fuoco e furia, dentro la Casa Bianca di Trump). Gli estratti diffusi prima della pubblicazione includevano descrizioni poco lusinghiere del comportamento del presidente statunitense Donald Trump, delle caotiche interazioni tra gli alti funzionari della Casa Bianca e dei commenti spregiativi sulla famiglia Trump dell'ex capo stratega della Casa Bianca Steve Bannon. Le notizie dell'imminente pubblicazione del libro e del suo imbarazzante ritratto di Trump hanno spinto lo stesso Trump e il suo avvocato, Charles Harder, a emanare il 4 gennaio 2018 una "lettera di cessazione e desistenza" (più o meno equivalente a una lettera di diffida del diritto italiano) contestando false dichiarazioni, diffamazione e dolo, e a minacciare azioni legali per diffamazione contro Wolff, il suo editore Henry Holt and Company e Bannon, un'azione che in realtà ha sortito l'effetto contrario, facendo aumentare le prevendite del libro.
L'8 gennaio, l'avvocato di Henry Holt, Elizabeth McNamara, ha risposto alle accuse di Harder con l'assicurazione che non sarebbe giunta alcuna scusa o ritrattazione, notando anche che la lamentela di Harder non citava alcun errore specifico nel testo di Wolff. John Sargent, l'amministratore delegato della Macmillan-Holt, ha informato i dipendenti della casa editrice che "come cittadini, dobbiamo esigere che il presidente Trump capisca e rispetti il Primo Emendamento della nostra Costituzione".
Secondo altri avvocati e uno storico, le minacce di un'azione legale da parte di Trump contro l'autore e l'editore di un libro erano tentativi senza precedenti da parte di un presidente in carica di sopprimere la libertà di parola protetta dal Primo Emendamento degli Stati Uniti. Prima della pubblicazione il 5 gennaio, il libro e il libro elettronico hanno raggiunto il primo posto sia su Amazon che sulla libreria iBooks di Apple, ed entro l'8 gennaio, oltre un milione di libri era stato venduto oppure ordinato.

## Libri
- White Kids, Simon & Schuster, 1979, ISBN 978-0-671-40001-9.
- Where We Stand: Can America Make It in the Global Race for Wealth, Health, and Happiness?, Bantam Books, 1992, ISBN 978-0-553-08119-0.
- Burn Rate: How I Survived the Gold Rush Years on the Internet, Simon & Schuster, 1998, ISBN 978-0-684-85621-6.
- Autumn of the Moguls: My Misadventures With the Titans, Poseurs, and Money Guys Who Mastered and Messed Up Big Media, Collins, 2003, ISBN 978-0-06-662113-5.
- The Man Who Owns the News: Inside the Secret World of Rupert Murdoch, Broadway Books, 2008, ISBN 978-0-385-52612-8.
- Television Is the New Television: The Unexpected Triumph of Old Media In the Digital Age, Portfolio, 2015, ISBN 978-1-59184-813-4.
- Fire and Fury: Inside the Trump White House, Henry Holt and Company, 2018, ISBN 978-1-250-15806-2.
- Siege: Trump Under Fire. Macmillan USA, 2019, ISBN 978-1-250-26489-3.
- Landslide: The Final Days of the Trump Presidency. Henry Hold, ISBN 978-1-4087-1465-2.
- Too Famous: The Rich, the Powerful, the Wishful, the Notorious, the Damned. Macmillan USA, ottobre 2021, ISBN 978-1-250-14762-2.
- All or Nothing: How Trump Recaptured America. Random House, febbraio 2025, ISBN 979-8-217-07071-8.